# Мальчевский, Яцек
Яцек Мальчевский (пол. Jacek Malczewski; 14 июля 1854, Радом, Радомская губерния, Российская империя — 8 октября 1929, Краков) — польский художник, представитель модернизма и символизма в живописи.

## Биография
Яцек Мальчевский родился в бедной семье, получил домашнее образование. В 1867 году уехал в имение своего дяди, где прожил несколько лет. В 1871 году переезжает в Краков, где учится в гимназии и посещает занятия в местной Школе изящных искусств (позднее — Краковская академия). Преподавал Мальчевскому художник Ян Матейко, убедивший талантливого юношу поступить на курс живописи, продолжением которого стала учёба в парижской Школе изящных искусств. После возвращения на родину Я. Мальчевский — профессор Краковской академии (в 1896—1900 и в 1912—1921 годах). Художник много путешествовал, посетил Германию, Австрию, Италию, Францию, Грецию, Турцию. В 1897 году вступает в краковский союз художников.
Умер 8 октября 1929 года в Кракове и был похоронен в крипте заслуженных в церкви святого Станислава.
Вначале в творчестве Мальчевского преобладали пейзажи, портреты и картины на историческую тематику в стиле романтизма, преимущественно в тёмных тонах. Он находился под влиянием творчества художника Артура Гротгера. В 1890 году заинтересовался символизмом, краски на его полотнах светлеют и становятся более «живыми». Исторические работы Я. Мальчевского — о трагической судьбе его Родины, однако художник обращается и к автобиографической, и к символической темам. Мастер написал ряд автопортретов в различных облачениях (как художник, как рыцарь и прочее). Патриот Польши, Мальчевский в картине «Польский Гамлет» (1903 год) представил в аллегорической форме национальную идею грядущего освобождения родины от власти иноземцев.

## Галерея

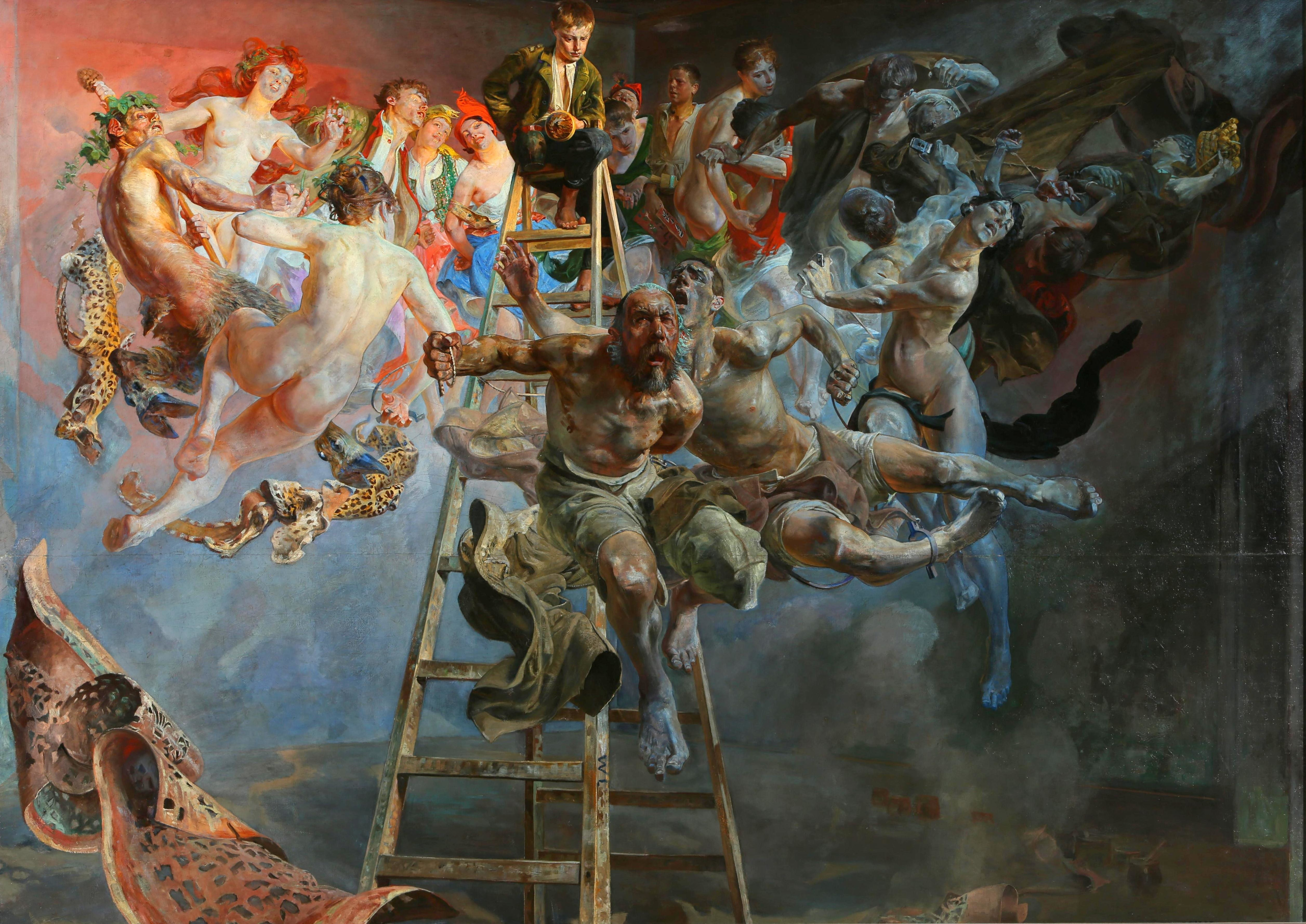
Порочный круг
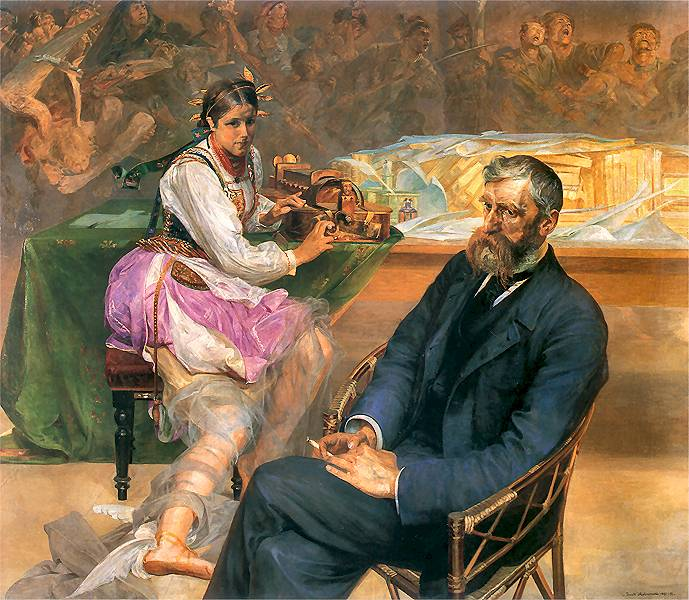
Портрет Адама Асныка с музой
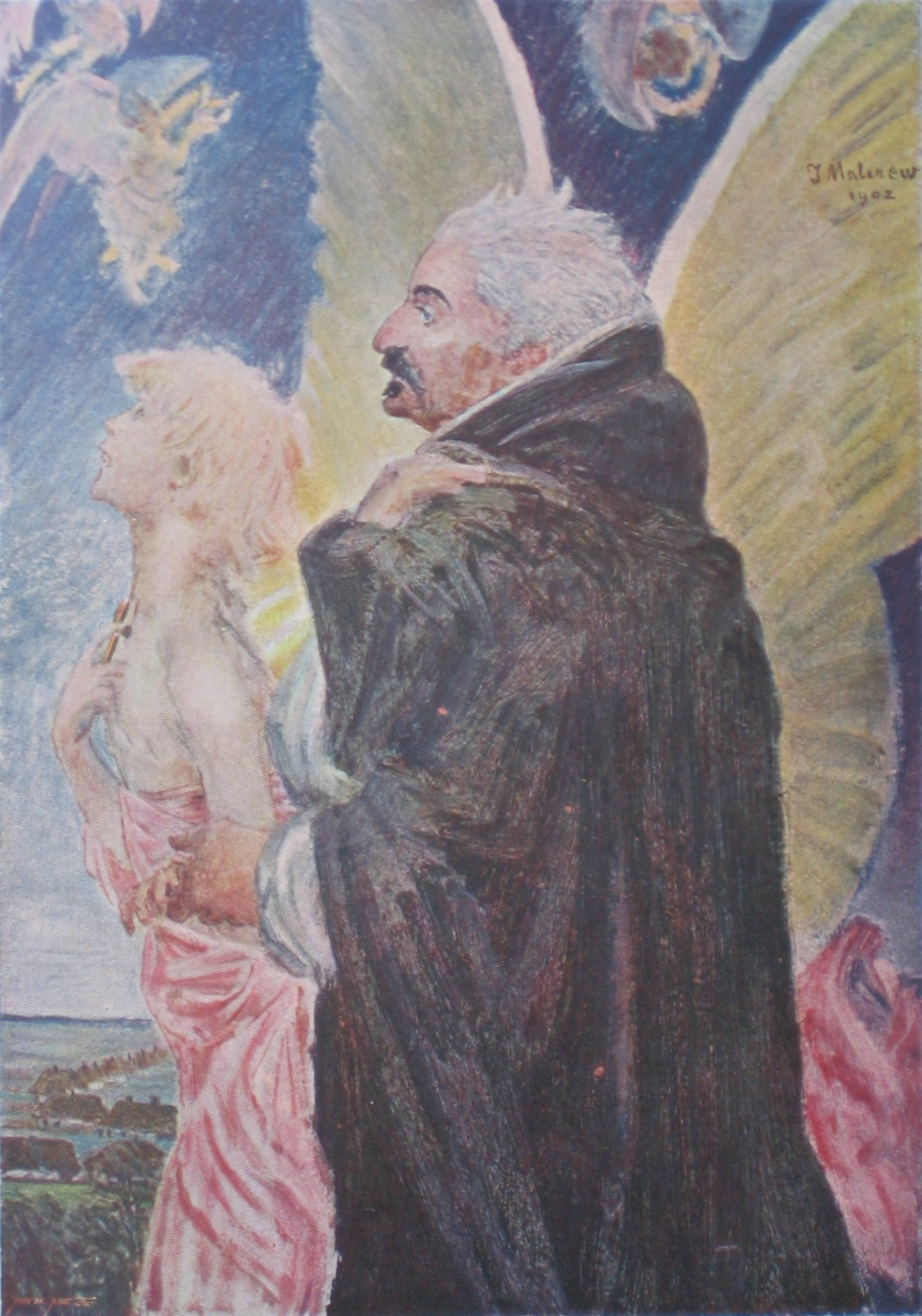
Портрет Игнатия Мацеевского
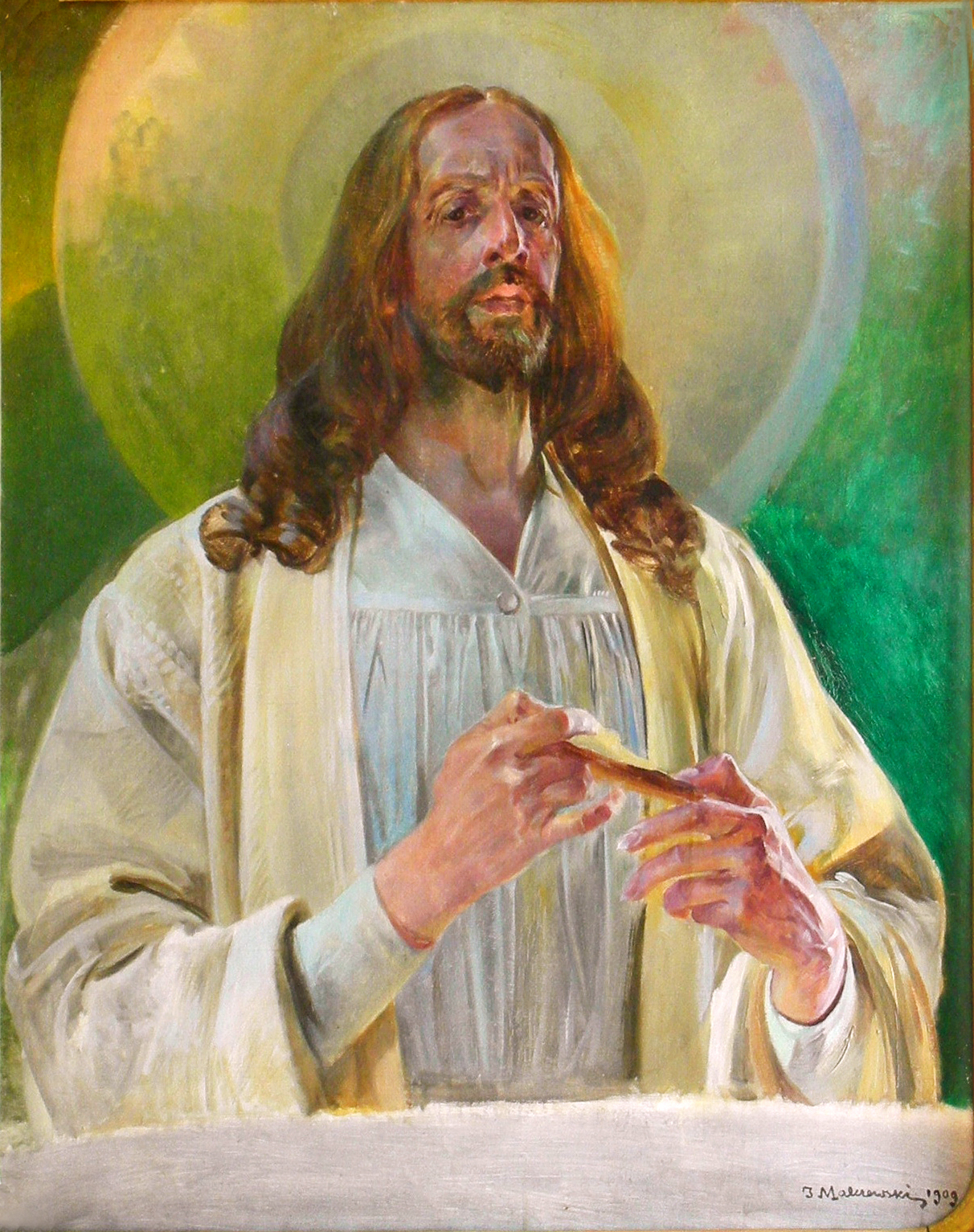
Христос в Эммаусе
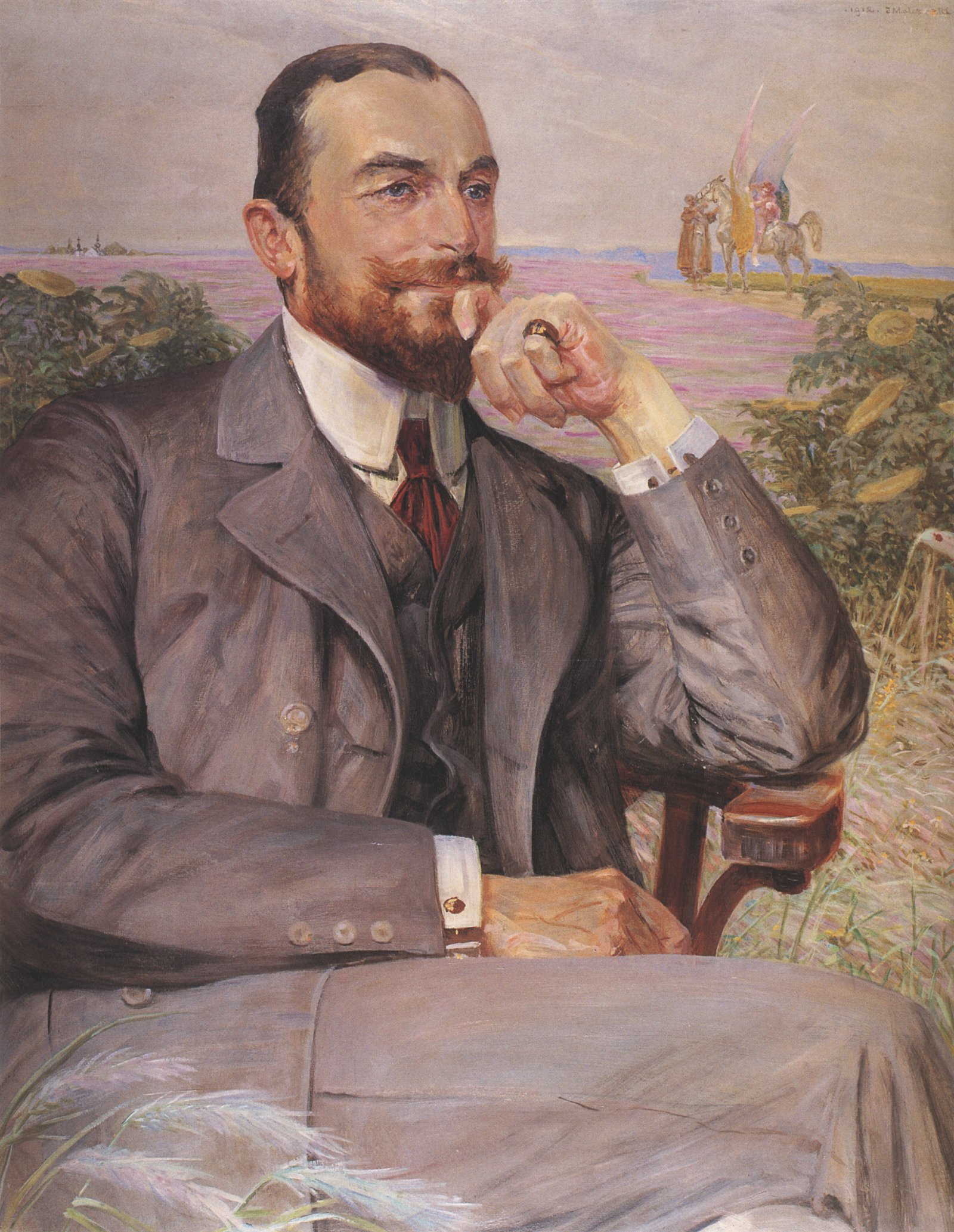
Портрет Людвика Зеленского
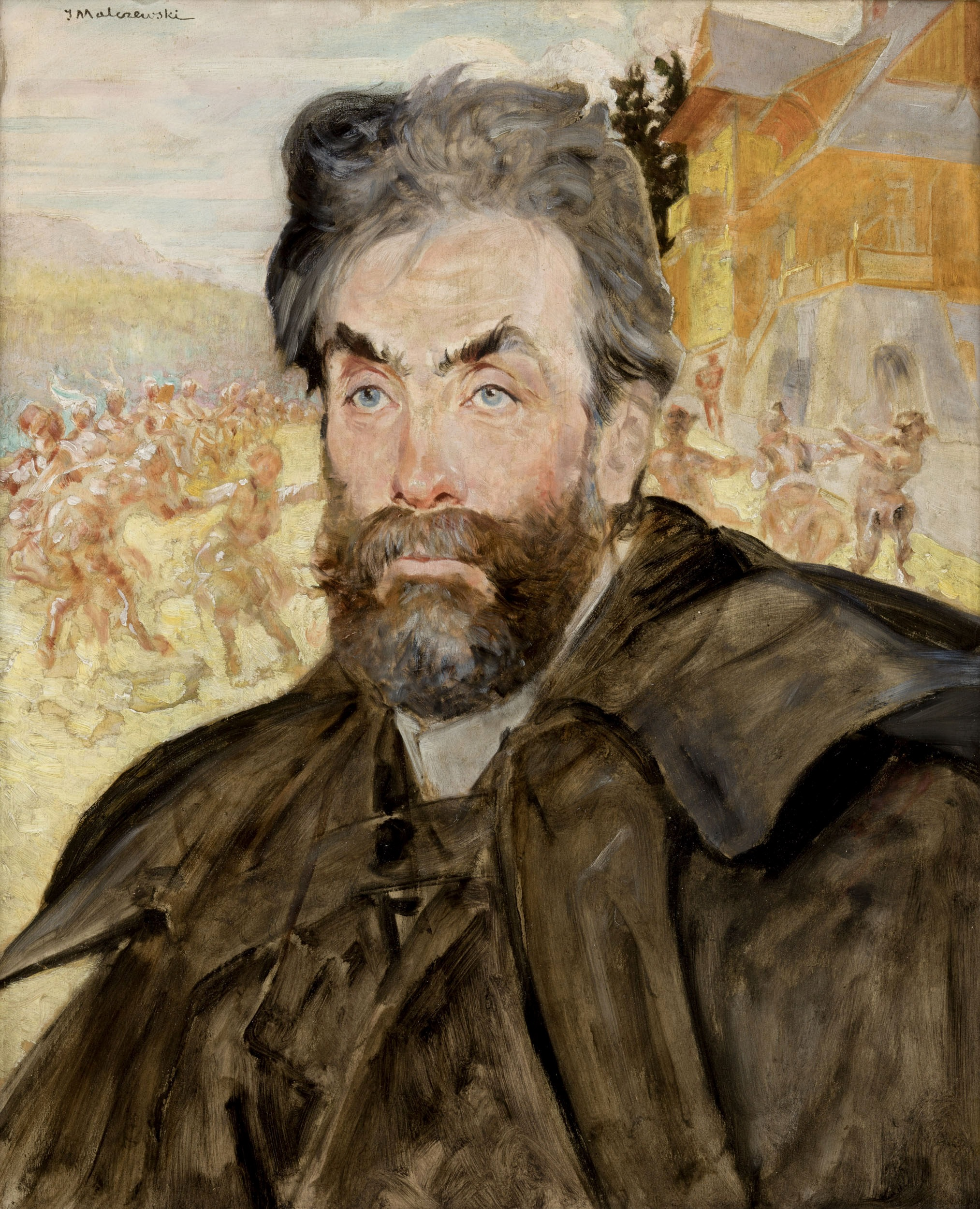
Портрет Станислава Виткевича
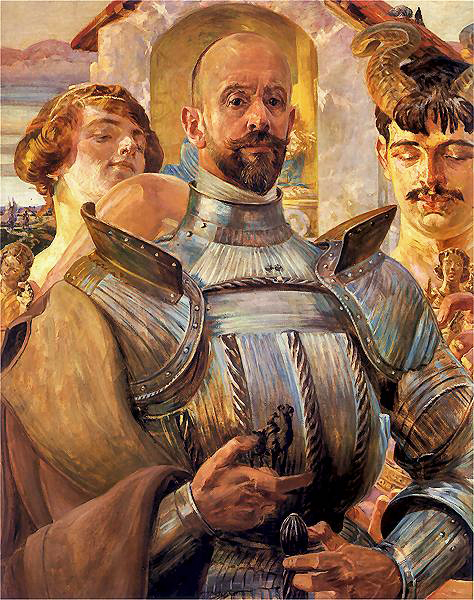
Польский Гектор
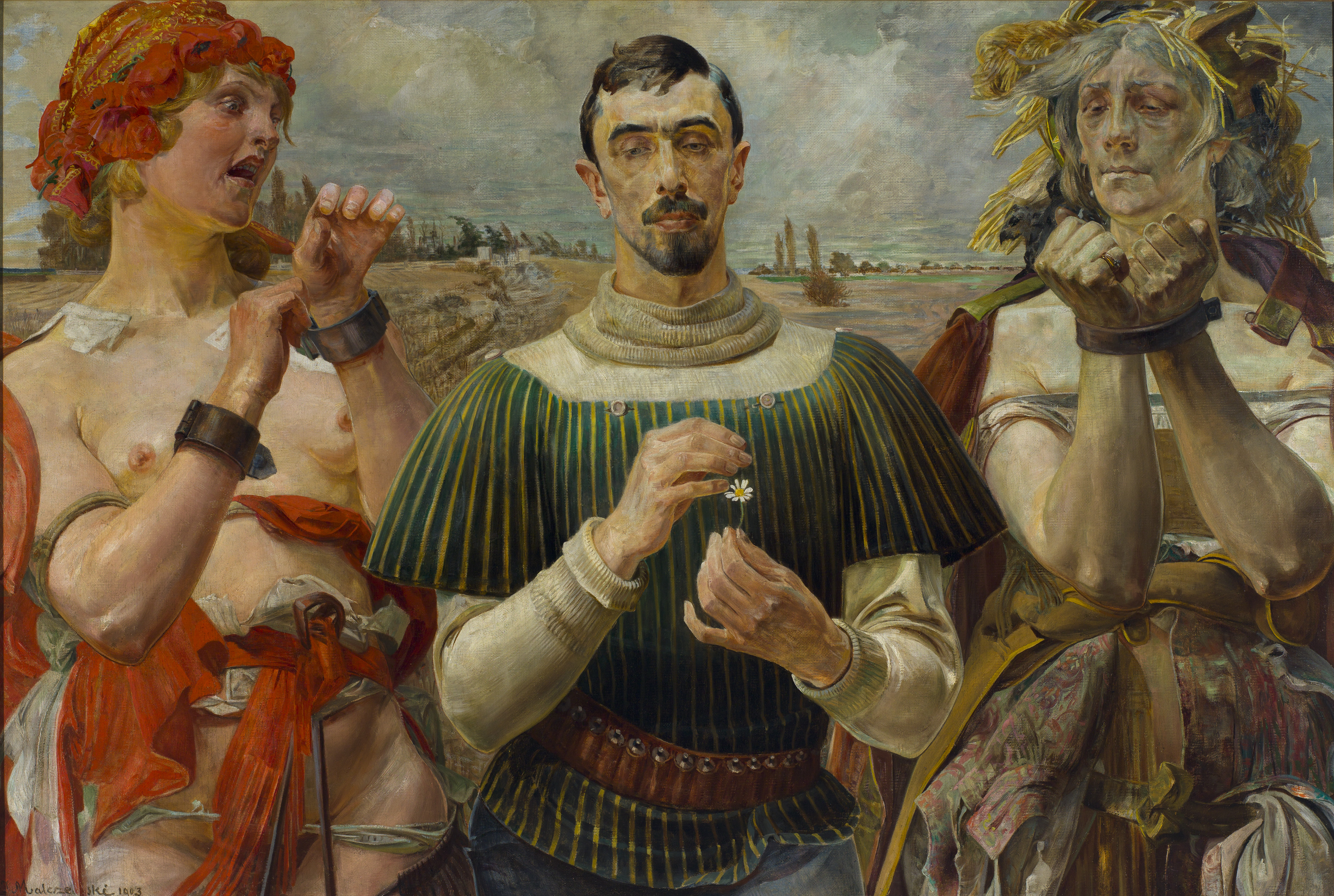
Польский Гамлет. Портрет Александра Велёпольского
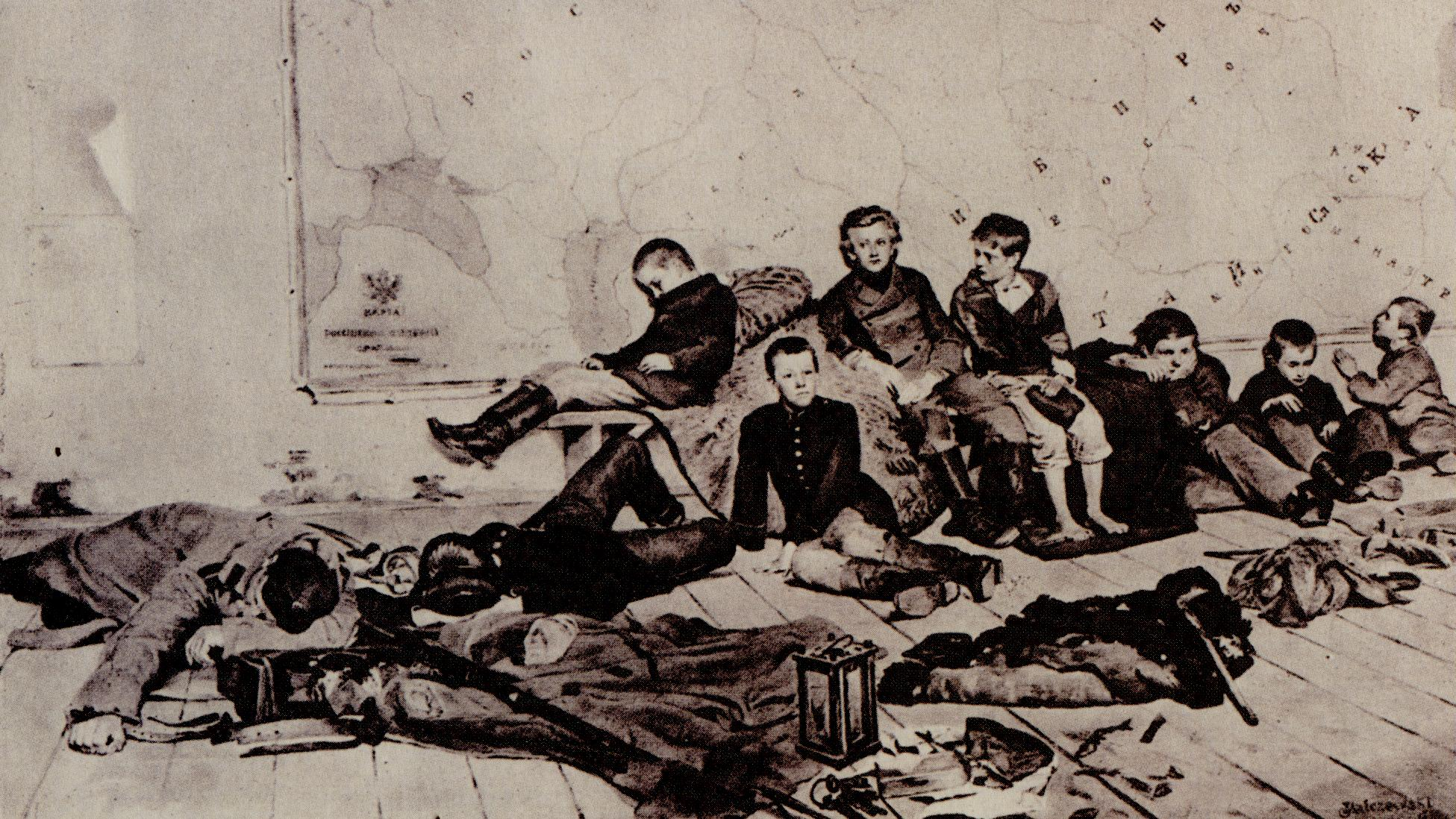
Ссылка студентов
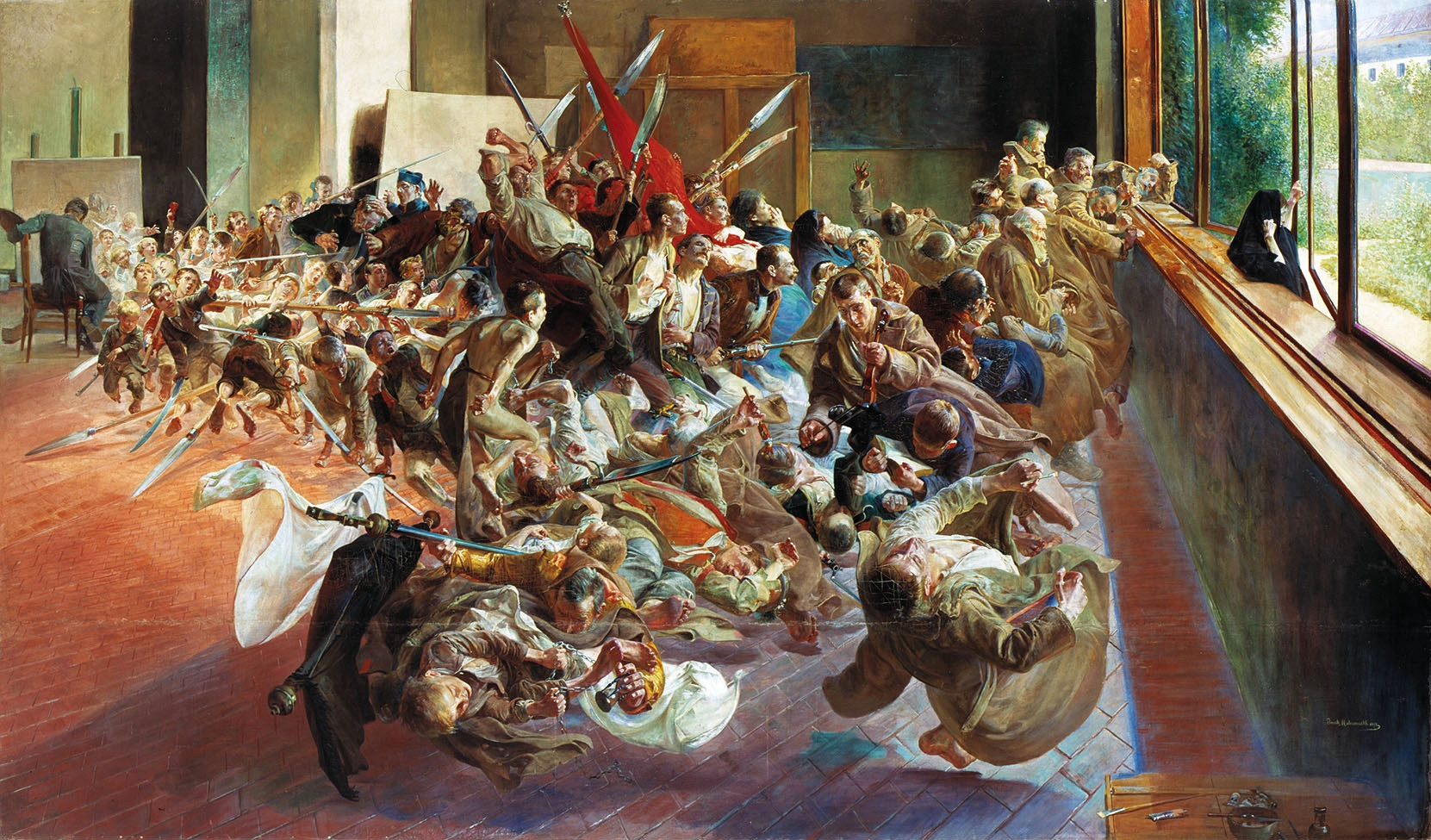
Меланхолия
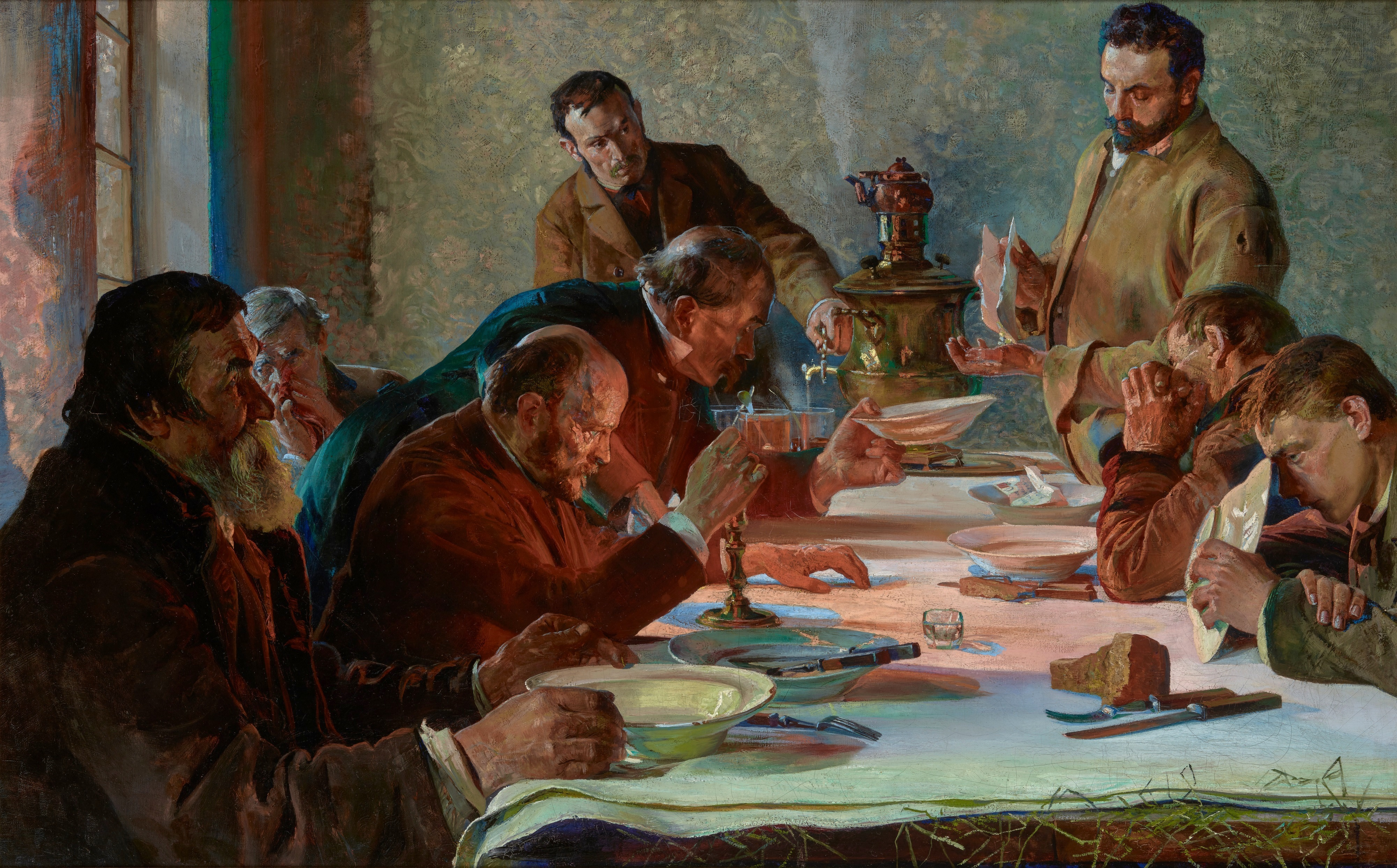
Сочельник в Сибири
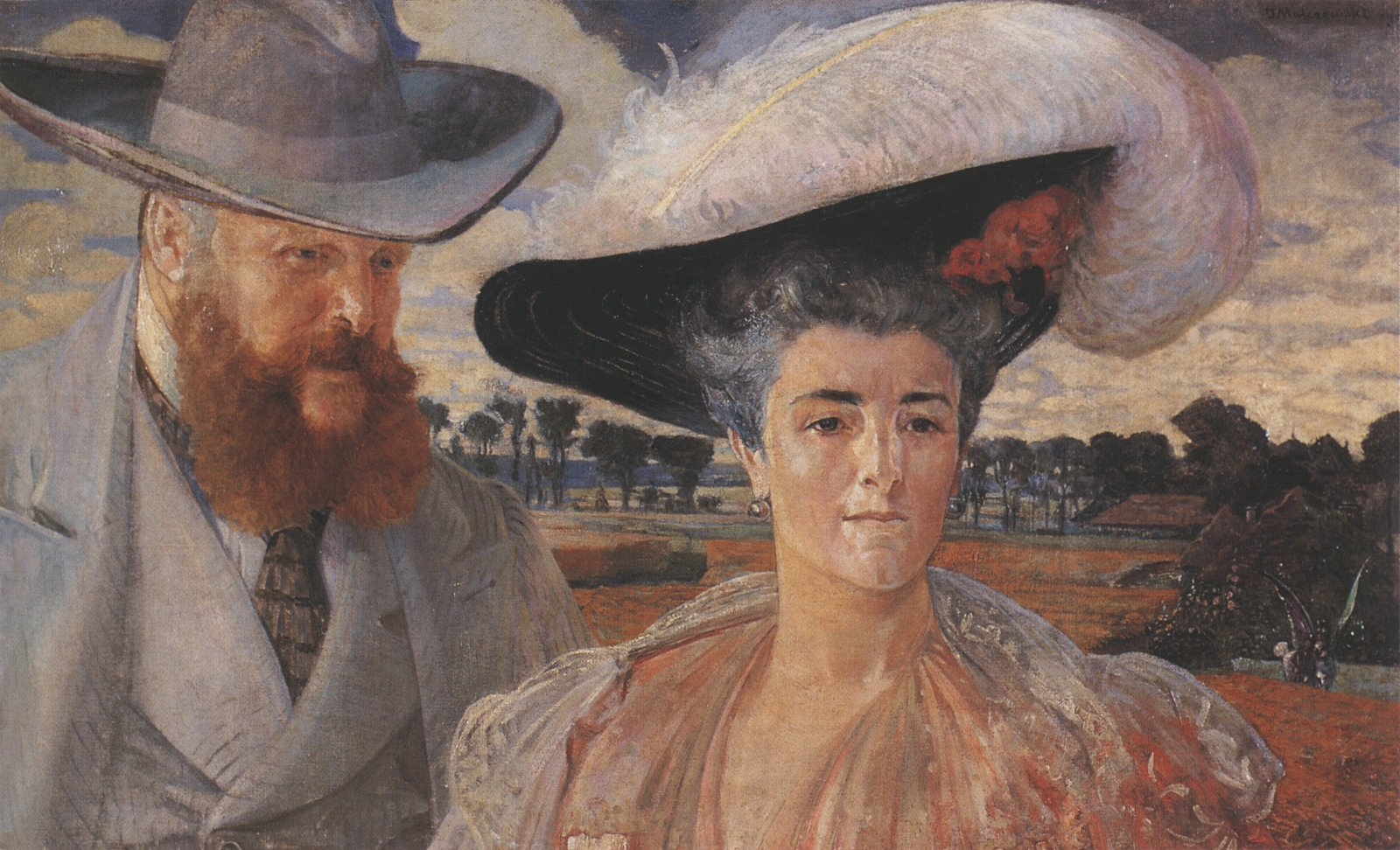
Портрет Ланкоронских